# Voshimasfalhuhuraa
Voshimasfalhuhuraa est une petite île inhabitée des Maldives. 

## Géographie
Voshimasfalhuhuraa est située dans le centre des Maldives, au Nord-Est de l'atoll Nilandhe Nord, dans la subdivision de Faafu. 